# Episodi di Hulk e gli agenti S.M.A.S.H. (seconda stagione)
La seconda stagione della serie a cartoni animati Hulk e gli agenti S.M.A.S.H. è stata trasmessa negli Stati Uniti d'America da Disney XD a partire dal 12 ottobre 2014, in Italia dal 15 aprile 2015.
| nº | Titolo originale                                     | Titolo italiano                                                      | Prima TV USA     | Prima TV Italia   |
| -- | ---------------------------------------------------- | -------------------------------------------------------------------- | ---------------- | ----------------- |
| 27 | Planet Hulk: Part 1                                  | Pianeta Hulk (prima parte)                                           | 12 ottobre 2014  | 13 aprile 2015    |
| 28 | Planet Hulk: Part 2                                  | Pianeta Hulk (seconda parte)                                         | 12 ottobre 2014  | 13 aprile 2015    |
| 29 | Hulking Commandos                                    | Gli Hulking Commandos                                                | 19 ottobre 2014  | 14 aprile 2015    |
| 30 | Fear Itself                                          | Il potere della paura                                                | 26 ottobre 2014  | 15 aprile 2015    |
| 31 | Guardians of the Galaxy                              | I Guardiani della Galassia                                           | 2 novembre 2014  | 16 aprile 2015    |
| 32 | Future Shock                                         | Futuro scioccante                                                    | 9 novembre 2014  | 17 aprile 2015    |
| 33 | A Druff is Enough                                    | Un Druff è sufficiente                                               | 16 novembre 2014 | 20 aprile 2015    |
| 34 | Homecoming                                           | Ritorno a casa                                                       | 18 gennaio 2014  | 21 aprile 2015    |
| 35 | Spidey, I Blew up the Dinosaur                       | Ragnetto, mi si è allargato il dinosauro                             | 25 gennaio 2014  | 22 aprile 2015    |
| 36 | The Strongest One There Is                           | Il più forte che esista                                              | 1º febbraio 2015 | 23 aprile 2015    |
| 37 | The Dopplesmashers                                   | Gli spaccareplicanti                                                 | 8 febbraio 2015  | 28 settembre 2015 |
| 38 | The Big Green Mile                                   | Il grande miglio verde                                               | 15 febbraio 2015 | 29 settembre 2015 |
| 39 | The Green Room                                       | La stanza verde                                                      | 22 febbraio 2015 | 30 settembre 2015 |
| 40 | The Defiant Hulks                                    | Gli Hulk ribelli                                                     | 1º marzo 2015    | 1 ottobre 2015    |
| 41 | Enter, the Maestro                                   | Entra, maestro                                                       | 8 marzo 2015     | 2 ottobre 2015    |
| 42 | The Tale of Hercules                                 | La storia di Ercole                                                  | 15 marzo 2015    | 5 ottobre 2015    |
| 43 | Banner Day                                           | Il ritorno di Bruce Banner                                           | 22 marzo 2015    | 6 ottobre 2015    |
| 44 | Wheels of Fury                                       | Il roller derby                                                      | 29 marzo 2015    | 7 ottobre 2015    |
| 45 | Days of Future Smash: Part 1 - The Dino Era          | Giorni di spaccaggi futuri (prima parte) - L'era dei dinosauri       | 10 maggio 2015   | 8 ottobre 2015    |
| 46 | Days of Future Smash: Part 2 - Smashguard            | Giorni di spaccaggi futuri (seconda parte) - Spacca-Midgard          | 17 maggio 2015   | 9 ottobre 2015    |
| 47 | Days of Future Smash: Part 3 - Dracula               | Giorni di spaccaggi futuri (terza parte) - Dracula                   | 24 maggio 2015   | 12 ottobre 2015   |
| 48 | Days of Future Smash: Part 4 - The Hydra Years       | Giorni di spaccaggi futuri (quarta parte) - Gli anni dell'Hydra      | 31 maggio 2015   | 13 ottobre 2015   |
| 49 | Days of Future Smash: Part 5 - The Tomorrow Smashers | Giorni di spaccaggi futuri (quinta parte) - Gli spaccatori di domani | 7 giugno 2015    | 14 ottobre 2015   |
| 50 | Spirit of Vengeance                                  | Spirito di vendetta                                                  | 14 giugno 2015   | 15 ottobre 2015   |
| 51 | Planet Monster: Part 1                               | Pianeta mostro (prima parte)                                         | 21 giugno 2015   | 16 ottobre 2015   |
| 52 | Planet Monster: Part 2                               | Pianeta mostro (seconda parte)                                       | 28 giugno 2015   | 16 ottobre 2015   |

## Pianeta Hulk (prima parte)
Gli agenti S.M.A.S.H. stanno cercando di riparare il sistema di navigazione della navetta del Capo, cosicché possano tornare sulla Terra; una serie di strani incidenti fa però capire loro che c'è qualcun altro sul veicolo. Seguendo le tracce, cadono in una trappola e scoprono che il Capo era a bordo con loro e che è deciso ad eliminarli; vengono poi divisi e sono costretti ad affrontare l'intero arsenale della nave, mentre Hulk viene imprigionato. Il Capo illustra così il suo piano: eliminarli e tornare sulla Terra come colui che sconfisse i mostri, acclamato come un eroe. Le cose sembrano mettersi male ma Hulk, furioso per le parole del Capo, si libera e perde il controllo, distruggendo facilmente le armi nemiche, per poi attaccare anche i suoi amici; viene però calmato da She-Hulk. Allora il Capo cerca di ucciderli con un gas a radiazioni gamma, ma Hulk riesce a trovarlo e gli fa respirare il gas, costringendolo così a fermarlo. Hulk e più furente che mai e decide di ignorare le parole dei suoi amici (che gli ricordano che il Capo è l'unico che può testimoniare la loro innocenza sulla Terra e che se gli facesse del male sarebbe un mostro come lui) e cerca di gettarlo fuori dalla navetta, cosicché muoia per mancanza di ossigeno. Il Capo viene però salvato da uno sciame di meteoriti che costringe Hulk a rimandare la sua vendetta; così il golia verde rinchiude il nemico nel bagno e corre sul ponte di comando. Gli agenti S.M.A.S.H. rintracciano l'ubicazione dell'oggetto che sta lanciando meteoriti contro di loro e scoprono che si tratta del pianeta vivente Ego; poco dopo vengono superati da una navetta dell'Impero Kree, la civiltà più avanzata della galassia, che attacca il pianeta. Rulk decide di aiutare i Kree e distrugge alcuni asteroidi, ma il suo gesto viene interpretato male e sull'astronave si materializza Ronan l'Accusatore, il capo della navetta Kree, che attacca gli agenti S.M.A.S.H. perché convinto che la loro sia una dichiarazione di guerra; Hulk chiarisce però l'equivoco e Ronan è sorpreso e felice di avere gli agenti S.M.A.S.H. dalla sua parte, poiché la loro forza è conosciuta in tutta la galassia. Ronan si offre di riportarli a casa se lo aiuteranno a sconfiggere Ego, che è colpevole di numerosi crimini contro l'Impero Kree; Hulk allora spiega che l'unico modo è raggiungere il suo nucleo, dove si trova il suo cervello. Ronan e gli agenti S.M.A.S.H. scendono così sulla superficie di Ego e tramite un suo orecchio raggiungono il suo nucleo; Ego supplica Hulk di salvarlo, poiché ha mantenuto la sua promessa e non ha più attaccato la Terra, e rivela inoltre che non è stato lui ad attaccare i Kree bensì il contrario. Ronan rivela di voler usare Ego come un'arma e mette al suo cervello un dispositivo per controllarlo; Hulk però ruba il cervello del pianeta e fugge con gli agenti S.M.A.S.H. poiché non vuole che Ego sia usato per distruggere pianeti. I Kree li attaccano ed Ego indica ad Hulk la via di fuga, portandoli nei suoi occhi; dopodiché gli agenti S.M.A.S.H. lo tempestano di pugni, facendolo lacrimare e costringendo i Kree ad allontanarsi. Ronan rivela però che Ego sconterà la sua pena sacrificandosi per distruggere un altro nemico dell'Impero Kree; gli agenti S.M.A.S.H. si interrogano quindi su chi sia questo nuovo avversario. La risposta non tarda ad arrivare: infatti una gigantesca astronave entra nell'orbita di Ego e da essa escono Galactus, intenzionato a divorare il pianeta vivente, e il suo araldo Firelord.
Personaggi introdotti: Ronan l'accusatore e Firelord

## Pianeta Hulk (seconda parte)
Ronan invia un messaggio agli agenti S.M.A.S.H. in cui rivela il suo piano: ha infatti installato una bomba ad antimateria nel nucleo di Ego che si attiverà quando Galactus inizierà a mangiarlo, annientando così il divoratore di mondi e il pianeta vivente in un colpo solo. Rulk vorrebbe fuggire e lasciare i due al loro destino, ma Hulk si rifiuta di farlo perché ogni forma di vita ha il diritto di vivere. Intanto Galactus invia Firelord, il suo nuovo araldo, il quale ha incenerito Terrax (il suo predecessore) su Ego per preparare il pianeta ad essere mangiato, ma gli agenti S.M.A.S.H. fermano l'araldo e gli spiegano che c'è una bomba nel nucleo del pianeta vivente; questi tuttavia non crede alle loro affermazioni e li affronta, costringendo Hulk a metterlo fargli perdere i sensi. Galactus però non demorde e scende in campo lui stesso, mettendo gli agenti S.M.A.S.H. alle strette. Ego è sempre più debole per via del fatto che il suo cervello è separato dal nucleo ed ha ormai perso ogni speranza; propone quindi ad Hulk di andarsene e lasciarlo al suo destino e attira la navetta del Capo verso di lui, cosicché possa fuggire. Hulk però decide di rimanere a terra a distrarre Galactus, mentre gli agenti S.M.A.S.H. si dirigono verso l'astronave del divoratore di mondi nella speranza di disattivarla, portando con loro Firelord, portato via da A-Bomb, e il Capo, poiché lui più di tutti conosce la tecnologia. Il Capo però li inganna e cerca di eliminarli, ma viene sconfitto da Firelord e nuovamente imprigionato. Firelord capisce che gli agenti SMASH dicevano il vero sulla bomba e cerca di avvertire il suo padrone, ma questi non lo ascolta perché troppo affamato. Intanto Hulk e Galactus si scontrano, ma il divoratore di mondi ha la meglio e non ascolta nemmeno le preghiere del golia verde, che gli ricorda che Ego non è un pianeta ma un essere vivente. Allora Hulk torna nel nucleo e connette il cervello di Ego al pianeta, ma questi è troppo debole per lottare, così Hulk stesso si connette al corpo celeste e si trasforma in Pianeta Hulk, affrontando così Galactus ad armi pari. Tuttavia, dopo un iniziale svantaggio, Galactus si riprende e comincia ad assorbire l'energia di Ego, placando così la sua fame; subito dopo però attiva la bomba e rischia di distruggere se stesso, Hulk ed Ego. Tuttavia Firelord distrugge la macchina con cui Galactus assorbe l'energia del pianeta, salvando così tutti. Gli agenti S.M.A.S.H. si riuniscono con Hulk sulla superficie di Ego e Galactus si scusa con loro per non avergli creduto subito; afferma inoltre che distruggerà il pianeta dei Kree per punirli. Ma Hulk chiede a Galactus di non divorare più pianeti abitati come pagamento per il suo debito; il divoratore di mondi allora afferma che non divorerà i Kree, almeno per il momento, per poi partire verso nuovi mondi insieme a Firelord. Ego, per ringraziare Hulk, gli indica la strada per la Terra e afferma che andrà sempre in suo aiuto se lui lo vorrà. Una volta sulla nave del Capo gli agenti S.M.A.S.H. ricevono un messaggio da Ronan, trasmesso su ogni frequenza della galassia, in cui dichiara che Hulk è colpevole di tradimento verso l'Impero Kree (in quanto ha salvato i suoi due più grandi nemici) e che quindi ha messo una taglia sulla sua testa.

## Gli Hulking Commandos
È la notte di Halloween e gli agenti S.M.A.S.H. stanno monitorando una zona dove sono state rilevate delle anomalie dimensionali, poi sul luogo arriva l'Howling Commandos, composta da Blade, l'Uomo Cosa, Licantropus, N'Kantu e Frank, la squadra speciale dello S.H.I.E.L.D. che ha il compito di catturare i mostri; loro infatti sono lì per catturare gli agenti S.M.A.S.H. visto che sono ricercati dalle autorità. Inizia così una battaglia tra i due gruppi che però viene interrotta quando si apre un varco dimensionale, ciò è dovuto all'anomalia che avevano riscontrato, causata al fatto che Dormammu vuole accedere alla loro dimensione, il signore oscuro ruba dal museo delle streghe di Salem un artefatto magico, la Clessidra dell'Equilibrio: Blade spiega che quell'oggetto, a seconda del verso in cui viene girato, può portare l'ordine o il caos. Dormammu attira l'oggetto nella sua dimensione, gli agenti S.M.A.S.H. e Howling Commandos decidono di fare fronte comune e di fermare il nemico, però Dormammu capovolge la clessidra dal verso del caos, lentamente tutti iniziano a trasformarsi in "Senzamente", mostri privi di coscienza, tutti tranne Hulk, Rick, Frank e N'Kantu, i quali rappresentano l'unica speranza per la salvezza del genere umano. N'Kantu è dell'opinione che Hulk e Frank non si sono trasformati perché loro sono già dei mostri, nella loro essenza più pura. Usando la magia di N'Kantu, quest'ultimo raggiunge la dimensione oscura di Dormammu con Hulk, Rick e Frank. Per riportare l'equilibrio è necessario capovolgere la clessidra, quindi N'Kantu con i suoi poteri tiene occupato Dormammu, mentre Hulk, Rick e Frank capovolgono la clessidra, che poi magicamente ritorna al museo. I quattro eroi cercano di tornare nella loro dimensione attraverso il portale dimensionale, anche se Dormammu cerca di fermarli, ma fallisce nel suo intento grazie a Rick e all'Uomo Cosa. Tutti tornano come prima, i membri dell'Howling Commandos decidono di non catturare gli agenti S.M.A.S.H. capendo che in realtà non sono pericolosi, quindi vanno via. Hulk comprende che essere dei mostri non è necessariamente una cosa negativa, infatti dipende dal tipo di mostro che vuoi essere.
Personaggi introdotti: Blade, Uomo Cosa, Licantropus, N'Kantu e Frank

## Il potere della paura
Gli agenti S.M.A.S.H. vagano ancora nello spazio per tornare sulla Terra, quando incontrano un vecchio amico di Hulk, Silver Surfer, il quale li attacca. Hulk e i suoi amici escono dall'astronave indossando delle tute e cercano di interagire con il surfista, il quale sembra fuori controllo, infatti li attacca, quindi Hulk lo prende a pugni e gli fa perdere i sensi, per poi portarlo nell'astronave per dei controlli. Silver Surfer, ripresosi, spiega agli agenti S.M.A.S.H. che stava combattendo contro una forza oscura chiamata Null, un'essenza che si ciba delle paure, e che è stata colpa sua se ha perso il controllo di sé. Null entra nell'astronave degli agenti S.M.A.S.H. e li trasforma nelle loro paure: Hulk torna a essere il mostro aggressivo di un tempo, Thunderbolt in un incapace privo di forza, Rick in un clown, Skaar in un robot e Jenny in un pezzo di ghiaccio. Vedendo quest'ultima in difficoltà, gli altri agenti S.M.A.S.H. contrastano le loro paure e tornano come prima, Thunderbolt si arrabbia con il conseguente aumento della sua temperatura corporea, con la quale scioglie il ghiaccio che bloccava Jenny. Hulk e i suoi compagni, insieme a Silver Surfer, escono dall'astronave e affrontano Null all'esterno, il quale si trasforma in una creatura informe, lui prede potere della più grande paura degli agenti S.M.A.S.H. cioè che lui possa raggiungere la Terra e minacciarla, infatti lì vicino c'è un tunnel spaziale che porta verso la Terra. Nonostante gli agenti S.M.A.S.H. abbiano l'occasione di attraversarlo per tornare a casa, devono rinunciare per il momento alla cosa perché è necessario che Silver Surfer lo chiuda passando dall'altra parte, altrimenti anche Null lo attraverserebbe mettendo in pericolo la Terra. Silver Surfer attraversa il tunnel e lo chiude, con la promessa di raggiungere la Terra e dire a tutti che eroi sono in realtà gli agenti S.M.A.S.H. mentre Null scompare dato che essendo la Terra salva Hulk e i suoi amici non hanno più paura di niente e quindi Null non può più assorbire potere, venendo sconfitto. Hulk e i suoi amici ripartono per raggiungere la loro destinazione.
Personaggi introdotti: Silver Surfer e Null

## I Guardiani della Galassia
Gli agenti S.M.A.S.H. ricevono un messaggio dagli Avengers dove li invitano a raggiungerli su un pianeta lì vicino, ma una volta atterrati gli Avengers li aggrediscono, infatti quelli in realtà sono gli Skrull, che li hanno attirati in una trappola, poi arrivano i Guardiani della Galassia che in un primo momento si sono dimostrati ostili nei loro riguardi, pensando che fossero degli Skrull trasformati, ma quando gli agenti S.M.A.S.H. rammentano quella volta che affrontarono insieme il Collezionista, capiscono che non sono Skrull. Poi gli Skrull rapiscono Skaar, Jenny, Rick, Drax e Gamora, quindi i membri rimanenti dei due gruppi uniscono le forze per salvarli. Raggiunto l'accampamento degli Skrull, scoprono che gli alieni stanno assorbendo energia gamma da Rick, Skaar e Jenny che poi riversano in un liquido con il quale gli Skrull aumentano la loro forza diventando più potenti, i Guardiani della Galassia rivelano a Hulk e Thunderbolt che gli Skrull probabilmente vogliono aumentare la loro forza perché intendono conquistare la Terra, Drax e Gamora sono stati rapiti solo perché li avevano confusi per mostri gamma. Hulk, Thunderbolt, Star-Lord, Groot e Rocket Raccoon fanno irruzione nell'accampamento e salvano i loro amici, Thunderbolt per sconfiggere gli Skrull potenziati dal liquido gamma, si immerge a sua volta nel liquido, e aumenta la sua forza sconfiggendo i nemici. Finita l'avventura i due gruppi di supereroi si separano, e gli agenti S.M.A.S.H. riprendono il loro viaggio nello spazio.

## Futuro scioccante
Viaggiando ancora nello spazio gli agenti S.M.A.S.H. trovano un corridoio spazio-temporale che apparentemente conduce verso la Terra, ma dato che i corridoi spazio-temporali sono insidiosi, preferiscono non attraversarlo, prendendo la strada più lunga. Il Capo manipola Skaar affinché dirotti la nave spaziale verso il corridoio attraversandolo. L'astronave effettivamente raggiunge la Terra, ma notano che è diversa, infatti è diventato un luogo selvaggio abitato da creature strane, l'unico essere civile è l'Alto Evoluzionario, il quale rivela a Hulk e i suoi amici che questa non è la loro linea temporale, loro infatti sono giunti in una Terra futuristica. L'Alto Evoluzionario racconta agli agenti S.M.A.S.H. che un meteorite pieno di radiazioni gamma colpì la Terra, e dato che gli agenti S.M.A.S.H. non fecero ritorno sulla Terra nessuno abbe la forza per fermare la meteora, dato che solo loro erano abbastanza forti per distruggerla. Il meteorite distrusse quasi completamente la civiltà umana, la quale regredì, quelle strane creature che ora vivono sulla Terra sono gli umani che l'Alto Evoluzionario ha modificato geneticamente per ripopolare la Terra. Saputo ciò Hulk e i suoi amici decidono di rimettersi in viaggio per raggiungere la Terra e impedire al meteorite di colpirla, ma l'Alto Evoluzionario non può permetterlo perché se il meteorite non distruggerà la civiltà umana lui non potrebbe più assumere il controllo della Terra, dunque decide di fermarli. Prima cattura Hulk, essendo interessato a lui dato che è un esemplare gamma perfetto con il quale può creare una nuova specie evoluta, e poi con il suo scettro fa regredire Thunderbolt, Rick e Jenny trasformandoli in creature selvagge e prive di intelletto, mentre su Skaar lo scettro non ha effetto dato che lui è a uno stadio talmente primitivo che non può regredire ulteriormente. L'Alto Evoluzionario porta Hulk nella sua dimora, mentre Skaar, essendo l'unico vagamente intelligente, prende il comando della squadra, anche grazie ad alcuni consigli del Capo, poi raggiunge la dimora dell'Alto Evoluzionario per salvare Hulk. Quest'ultimo, con un congegno creato dall'Alto Evoluzionario, si trasforma in una creatura incredibilmente intelligente, forte e malvagia, inoltre è capace di volare e prevedere le mosse del nemico. Usando lo stesso cogegno che l'Alto Evoluzionario ha usato per trasformare Hulk, Skaar fa ritornare come prima Thunderbolt, Jenny e Rick, invece Hulk affronta l'Alto Evoluzionario avendo la peggio, dato che pur essendo incredibilmente intelligente l'Alto Evoluzionario lo ha evoluto solo per far sì che il suo cervello reagisse ai fatti e alla verità, mentre lui può facilmente sconfiggerlo con l'inganno. Però gli amici di Hulk affrontano l'Alto Evoluzionario sconfiggendolo, poi Hulk uso lo scettro del nemico su se stesso regredendo, tornando come prima, Skaar danneggia lo scettro, il quale si sovraccarica, facendo regredire l'Alto Evoluzionario trasformandolo in un neonato; le creature che lui stesso aveva modificato geneticamente si prenderanno cura di lui. Gli agenti S.M.A.S.H. ripartono con l'astronave e attraversano il corridoio spazio-temporale tornando nel loro tempo, riprendendo così il loro viaggio.
Personaggi introdotti: Alto Evoluzionario

## Un Druff è sufficiente
Mentre sono ancora in viaggio nello spazio gli agenti S.M.A.S.H. finiscono con la loro astronave in un campo asteroidi, Rick e Skaar escono dall'astronave con le loro tute speciali, i due trovano su un asteroide una piccola e graziosa creatura, Rick chiede a Hulk se possono tenerlo, ma il Gigante di Giada preferisce non farlo salire a bordo in quanto è una creatura di cui non si conosce la natura. Gli agenti S.M.A.S.H. si apprestano ad attraversare un tunnel spaziale che dovrebbe accorciare il loro viaggio verso la Terra, ma la piccola creatura che Rick aveva trovato sull'asteroide è entrata di nasconto nella navicella. Proprio quando stavano per attraversare il tunnel, il loro cammino viene ostacolato da Ronan, il quale li raggiunge con la sua astronave, lui è ancora in collera con Hulk per avergli impedito di distruggere Ego e Galactus, inoltre i sistemi operativi della nave non funzionano bene, Rick sospetta che la creatura che lui ha trovato sia il responsabile. Gli agenti S.M.A.S.H. liberano il Capo per far sì che li aiuti nelle riparazioni dato che conosce la nave spaziale meglio di chiunque, il Capo scopre che il malfunzionamento è dovuto proprio alla creatura che Rick ha trovato sull'asteroide, che sta rosicchiando le apparecchiature elettriche con lo scopo di cibarsi dell'elettricità, inoltre la creatura si è divisa, ora c'è un'invasione, il Capo rivela che quelli sono dei Druff, creature che si nutrono di energia elettrica, inoltre si moltiplicano ogni volta che subiscono dei forti impatti fisici. Hulk e i suoi amici sono alle prese con i Kree capitanati da Ronan che vogliono distruggerli e con i Druff che hanno invaso l'astronave. Gli agenti S.M.A.S.H. si nascondono su un asteroide e disattivano il sistema elettrico, così i Druff non potranno più assorbire elettricità, poi li raggruppano in una stanza rinforzata chiudendoli lì. Ronan e i Kree trovano gli agenti S.M.A.S.H. e li catturano, è stato il Capo a condurre i nemici a loro, con la promessa che Ronan conquisterà la Terra offrendola a lui. Rick, con un astuto stratagemma, fa credere a Ronan che gli agenti S.M.A.S.H. sono in possesso della Sfera della Verità, che rappresenta la pace politica tra i Kree e gli Shi'ar, quindi cadendo nella trappola Ronan ordina ai suoi soldati di ispezionare la stiva dell'astronave degli agenti S.M.A.S.H. ma così facendo liberano i Druff che danneggiano le armi elettroniche dei Kree, Hulk combatte contro Ronan sconfiggendolo e poi gli agenti S.M.A.S.H. scappano portando con loro il Capo, chiudendolo nel bagno dell'astronave per punirlo del suo tradimento. Con la loro astronave gli Hulk e i suoi amici attraversano il tunnel spaziale.
Personaggi introdotti: Druff

## Ritorno a casa
Finalmente gli agenti S.M.A.S.H. ritornano sulla Terra, facendo tappa a Vista Verde, ma notano che la città è pattugliata da robot Hulkbuster che li attaccano, poi i cittadini spiegano a Hulk e ai suoi amici che sono cambiate molte cose in città dopo la loro scomparsa, ora infatti è sotto il controllo dei militari, quindi a Vista Verde vige lo stato militare, gli agenti S.M.A.S.H. vanno alla stazione di polizia locale per parlare con l'ufficiale di comando dell'esercito che ha preso possesso della città, e scoprono con grande stupore che l'ufficiale è uno dei loro peggiori nemici: Abominio, Emil Blonsky. Quest'ultimo spiega ai suoi nemici che l'esercito lo ha reintegrato, adesso Blonsky ha il compito di catturare gli agenti S.M.A.S.H. visto che sono ancora considerati dei criminali per aver quasi distrutto Vista Verde, nonostante fosse stato Blonsky insieme ai suoi complici a metterla in pericolo in quel frangente. Blonsky decide di eliminare i suoi nemici usando una vecchia arma di Thunderbolt, un satellite capace di proiettare un potentissimo raggio gamma, il quale potrebbe distruggere Vista Verde, Thunderbolt fece creare quell'arma nel periodo in cui diede la caccia a Hulk. Il raggio gamma inizia ad avvicinarsi a Vista Verde, quindi Hulk, pilotando un aereo dell'aviazione militare, vola nell'atmosfera terrestre e ferma il satellite, mentre Thunderbolt affronta Blonsky, che viene sconfitto quando il satellite che Hulk ha messo fuori uso cade proprio sopra di lui, ma Hulk e Thunderbolt sono entrambi consapevoli che Blonsky è ancora vivo. Purtroppo il Capo, che doveva scagionare gli agenti S.M.A.S.H. dalle accuse dimostrando la loro innocenza, scappa via, portando con sé le armi che Thunderbolt aveva nascosto nella loro base che aveva fatto costruire contro Hulk, come se non bastasse arriva l'esercito, con l'intento di arrestare Hulk e i suoi amici in quanto sono ancora considerati dei criminali, quindi gli agenti S.M.A.S.H. scappano via dalla base a bordo del jet.

## Ragnetto, mi si è allargato il dinosauro
Ancora in fuga dalle autorità, gli agenti S.M.A.S.H. vanno a New York dove trovano Devil, il quale è rimasto solo per tutto il tempo in cui Hulk e i suoi amici erano sperduti nello spazio. Con l'aiuto di Spider-Man, cercano di calmare il dinosauro, che sta seminando il panico nella grande mela, Devil non è felice di rivedere i suoi padroni essendo deluso dal fatto che l'hanno abbandonato. Purtroppo il Capo ha messo dentro lo stomaco di Devil un detonatore gamma che a breve si azionerà, gli agenti S.M.A.S.H. temono che quando ciò avverrà Devil potrebbe morire e quindi cercano di estrarre il detonatore, ma è troppo tardi, esso si aziona, ma ha un effetto inaspettato: il detonarore una volta attivatosi trasforma Devil in una creatura ancora più grande e affamata di prima. Dato che ora è più grande di prima il metabolismo di Devil è più veloce e quindi mangia di più, Hulk e i suoi amici lo attirano in una zona portuale, e gli danno della carne da mangiare, calmandolo. Le cose prendono una brutta piega quando giunge Blonsky, con le forze militari, che attaccano Devil, quindi gli agenti S.M.A.S.H. prendono le difese del dinosauro affrontando i militari, infatti Hulk e i suoi amici hanno capito che il piano di Blonsky è quello di attaccare Devil sapendo che gli agenti S.M.A.S.H. lo difenderanno dichiarando battaglia alle forze militari, così da farli apparire come criminali, a quel punto poi interverranno lo S.H.I.E.L.D. e gli Avengers. Per far ritornare Devil come prima è necessario invertire la polarità del detonatore gamma che si trova dentro di lui, quindi passando dalla bocca Rock e Spider-Man entrano nello stomaco di Devil, e usando il senso di ragno di Spider-Man, riescono a manipolare il detonatore gamma invertendo la polarità. Rick e Spider-Man escono in tempo dalla bocca di Davil, mentre lui ritorna come prima. Hulk e i suoi amici affrontano Blonsky sconfiggendolo facilmente, poi Hulk lo lancia contro Devil, che lo colpisce con la sua coda facendogli fare un bel volo. Gli agenti S.M.A.S.H. sono costretti a scappare nuovamente, ma sono ugualmente felici perché ora Devil è nuovamente con loro, dopo aver riconquistato la sua fiducia.

## Il più forte che esista
Dato che sono ancora ricercati dai militari, gli agenti S.M.A.S.H. decidono di nascondersi in un vecchio deposito ferroviario, e mentre facevano esercizio vengono interrotti da una strana macchina robotica che li sfida, testando le loro capacità, e appurando che la loro forza è straordinaria, il mandante della macchina, Xemnu, li sfida. Xemnu combatte contro i guerrieri più forti dei pianeti, e quando loro perdono lui distrugge il pianeta in cui si è tenuto lo scontro. Rick impulsivamente accetta la sfida, quindi gli agenti S.M.A.S.H. affrontano Xemnu che combatte contro di loro sconfiggendoli uno alla volta con estrema facilità. Adesso, come da accordo, Xemnu distruggerà la Terra e dunque va via, gli agenti S.M.A.S.H. ovviamente non possono permetterlo e decidono quindi di trovare Xemnu per fermarlo. Analizzando l'energia sismica del pianeta, gli agenti S.M.A.S.H. scoprono che si stanno manifestando dei terremoti in Islanda, infatti è Xemnu che sta distruggendo il pianeta con i suoi pugni, è necessario farlo lì perché per distruggere un pianeta bisogna ripetutamente colpirlo in un determinato punto. Rick, sentendosi in colpa dato che è stata una sua idea quella di accettare la sfida, decide di sconfiggerlo, quindi si espone ai raggi gamma del dispositivo che si trova all'interno del loro jet; Rick si trasforma diventando molto più forte e grande di prima. Rick affronta Xemnu mettendolo in difficoltà, ma il loro scontro rischia di distruggere il pianeta ancora più velocemente, inoltre l'energia gamma che ha accumulato svanisce subito, e dunque Rick torna come prima. Il duello però deve andare avanti e dunque Rick porta Xemnu nella parte respirabile della Luna, così il loro duello non creerà danni alla Terra, Rick usando con astuzia i suoi poteri sconfigge Xemnu. Alla fine gli agenti S.M.A.S.H. nasconsti ancora nella vecchia stazione ferroviaria, giocano con i videogames, poi ricevono la visita di Xemnu che annuncia al gruppo che da ora in poi non distruggerà mai più i pianeti, Rick lo invita a passare la notte con loro per divertirsi, e lui accetta.
Personaggi introdotti: Xemnu

## Gli spaccareplicanti
Hulk e i suoi amici stanno cenando, ancora nascosti nel deposito ferroviario, quando ricevono una videochiamata di soccorso mandata da Nick Fury, dal video sembrerebbe che Hulk abbia attaccato l'elivelivolo, e questo è impossibile. Gli agenti S.M.A.S.H. raggiungono l'elivelivolo con il loro jet, per approfondire la cosa, nella base volante tutto è deserto, poi trovano Fury, gravemente ferito, il quale perde i sensi. Thunderbolt, usando le videocamere in 3D accede alle registrazioni, e scoprono che Blonsky ha apparentemente catturato gli agenti S.M.A.S.H. consegnandoli allo S.H.I.E.L.D. per poi andarsene, mentre le creature che avevano le stesse fattezze degli agenti S.M.A.S.H. si sono liberate dalle loro prigioni seminando il panico nell'Elivelivolo. Poi Hulk e i suoi amici affrontano i sosia che si trovavano ancora nella struttura volante, e scoprono che quelli sono dei Life Model Decoy che Blonsky aveva fornito al Capo, quest'ultimo li ha trasformati in perfette copie degli agenti S.M.A.S.H. inoltre i replicanti dirottano l'Elivelivolo affinché si schianti contro una base militare, e ciò darà il via a una guerra, infatti Blonsky e il Capo avevano orchestrato tutto solo per far ricadere la colpa sugli agenti S.M.A.S.H. i quali, nonostante le difficoltà, specialmente perché i replicanti hanno la loro stessa forza, riescono a distruggerli. Purtroppo dentro i replicanti ci sono dei mini reattori gamma che esploderanno tra pochissimi minuti. Hulk, Skaar, Rick e Thunderbolt mettono i reattori nelle celle cilindriche dell'Elivelivolo che erano state progettate per gli agenti S.M.A.S.H. le quali sono munite di propulsori, quindi le celle prendono il decollo e i reattori esplodono nell'atmosfera terrestre senza causare danni. Jenny pilota l'Elivelivolo e lo fa atterrare impedendo che si schianti contro la base militare, anche grazie all'aiuto di Hulk, Skaar, Rick e Thunderbolt che con la loro forza hanno attutito la caduta. Fury si riprende ma crede che siano gli agenti S.M.A.S.H. gli artefici di tutto ciò, poi arriva Blonsky insieme ai militari, con l'intento di arrestare Hulk e i suoi amici, ma contro ogni pronostico è Hulk ad arrendersi, convincendo gli altri agenti S.M.A.S.H. a fare altrettanto, capendo che scappare non risolve nulla e che il modo migliore per uscire puliti da questa faccenda è lasciare che la legge faccia il suo corso. Blonsky è soddisfatto anche se Thunderbolt gli fa tenere presente che lui e gli altri agenti S.M.A.S.H. possono scappare quando vogliono. Fury trova un componente dei replicanti, iniziando a sospettare che forse gli agenti S.M.A.S.H. sono veramente innocenti come dicono.
Personaggi introdotti: Life Model Decoy

## Il grande miglio verde
Hulk e i suoi amici vengono portati in una struttura di detenzioni di massima sicurezza, piena di robot secondini Hulkbuster, e scoprono che il direttore del carcere è Blonsky. Quest'ultimo cerca di far arrabbiare gli agenti S.M.A.S.H. per dimostrare a tutti che sono pericolosi, spingendo i detenuti a provocarli, tra essi figurano alcune loro vecchie conoscenze: la Squadra Distruttrice, Titania, e Carl Creel (l'Uomo Assorbente). Hulk viene imprigionato e immobilizzato, poi Blonsky fa uscire dalle loro celle i membri della Squadra Distruttrice e Creel che entrano nella cella di Hulk e iniziano a picchiarlo. Blonsky chiama Fury e gli chiede di venire subito lì, il suo piano è quello di far arrabbiare Hulk così da far vedere a Fury personalmente quanto sia pericoloso. Thunderbolt e Rick con un astuto stratagemma distruggono un robot Hulkbuster e scappano dalla loro cella passando inosservati sotto la corazza del robot distrutto, poi i due liberano anche Jenny e Skaar dalle loro celle. Hulk perde il controllo e dopo aver picchiato Creel e i membri della Squadra Distruttrice viene calmato dai suoi amici. Hulk, dato che la situazione è sfuggita a ogni controllo, decide di scappare dalla prigione con la sua squadra, ma Blonsky attiva il protocollo "Epurazione": la prigione, tramite dei propulsori a razzi, prende il volo, mentre Blonsky scappa a bordo di un jet. All'interno della prigione c'è un reattore gamma, che esploderà a breve, la speranza di Blonsky è che l'esplosione polverizzi Hulk e i suoi amici. Gli agenti S.M.A.S.H. con l'aiuto di Cleel e Titania cercano di fermare il reattore, Creel con i suoi poteri assorbe un po' di energia gamma ritardando l'esplosione, infine gli agenti S.M.A.S.H. trovano il modo di espellere il reattore gamma buttandolo via dalla struttura, il reattore esplode senza causare danni. Fury raggiunge la prigione con il suo jey, dopo aver fatto delle indagini, Fury scopre che era Blonsky il responsabile di ciò che successe a Vista Verde, e che gli agenti S.M.A.S.H. erano innocenti, inoltre ingaggia un combattimento aereo contro Blonsky, ma quest'ultimo scappa. Fury scagiona ufficialmente Hulk e i suoi amici dalle accuse, quindi ora sono liberi, inoltre Titania, Creel e la Squadra Distruttrice verranno trasferiti in un'altra struttura. Hulk è soddisfatto perché, anche se Creel e Titania li hanno aiutati più che altro per salvare se stessi, hanno fatto una cosa buona, infatti Hulk è dell'opinione che un eroe può definirsi tale solo quando dà il buon esempio.

## Il ritorno di Bruce Banner
Hulk si fa ritrasformare da Betty Ross in Bruce Banner. Ma Ronan l'accusatore ritorna per Hulk e lo scienziato sarà costretto a riassumere le sue sembianze verdi per salvare tutti.

## Giorni di spaccaggi futuri (prima parte) - L'era dei dinosauri
Il Capo evade dalla prigione dello S.H.I.E.L.D. e raggiunge New York inseguito dagli agenti S.M.A.S.H. fino a raggiungere l'ambasciata americana del dottor Destino e lì il Capo con un inganno gli fa eliminare le guardie, consentendogli di rubare una cintura che permette il viaggio nel tempo; Hulk allora usa un'altra cintura per inseguirlo, senza però farsi accompagnare dagli amici, poiché nel caso lui fallisse saranno loro che dovranno mettere a posto le cose, in quanto sono refrattari ai cambiamenti temporali poiché si sono trovati vicino ad uno strappo generato dalle cinture. Hulk precipita nel Cretaceo e scopre che il Capo vuole aumentare il quoziente intellettivo dei dinosauri, ma solo per schiavizzarli, così da tornare nel presente con un esercito. Mentre lo spia nota un cucciolo di tirannosauro che mordicchia continuamente la gamba del Capo; questi, spazientito, lo getta sopra un geiger e Hulk per salvarlo rivela la sua posizione. Inoltre il piccolo dinosauro è diventato rosso a causa del calore del geiger, e il gigante di giada capisce di trovarsi di fronte al piccolo Devil. Intanto gli agenti S.M.A.S.H. vengono investiti da un vento temporale che altera il continuum, rendendo i dinosauri la specie dominante, mentre gli umani sono arretrati e selvaggi e sono cacciati da una versione rettile di Rulk: il generale Thunderbolt Lucertola Rossauro. A-Bomb assiste alla cattura dell'ultimo uomo libero, Moon-Boy, e cerca di liberarlo ma questi, terrorizzato, urla e gli altri dinosauri si accorgono degli agenti S.M.A.S.H. quindi Rossauro cerca di eliminarli, ma sono salvati da un Devil super-evoluto che nella nuova realtà si chiama El Diablo; il T-Rex li porta nella sua base sotterranea, dove custodisce il Capo imprigionato in un blocco d'ambra. Poco dopo li raggiunge Spider-Raptor, un dinosauro coi poteri di Spider-Man, che in questa realtà è un ribelle come Devil e combatte contro il tiranno che domina il mondo: Sauron. Intanto nel passato Hulk è inseguito dai dinosauri che lo gettano in una pozza di catrame; il golia verde fa però capire loro la vera natura del Capo e loro, guidati appunto da Sauron, lo catturano e lo privano del congegno che aveva usato per renderli intelligenti, decisi a rendere intelligenti tutti i dinosauri. Hulk viene salvato da Devil, che getta nel catrame alcune rocce per tirarlo fuori; dopodiché raggiunge i dinosauri che stanno per imprigionare il Capo nell'ambra. Intanto nel presente Sauron e il generale Rossauro si apprestano a eliminare gli ultimi umani, gettandoli in pasto a insetti giganti, ma Devil, Spider-Raptor e gli agenti S.M.A.S.H. li attaccano e, dopo un iniziale svantaggio, sbaragliano Rossauro e le sue guardie, mentre il T-Rex elimina Sauron gettandolo nella gabbia degli insetti. Gli umani vengono così liberati e il tiranno sconfitto. Intanto nel passato Hulk sconfigge Sauron e i suoi facendogli cadere addosso un'intera montagna, mentre il piccolo Devil (anche lui in parte evoluto dal gigante di giada) distrugge il congegno dell'intelletto; i dinosauri tornano così normali. Il Capo però fugge con la cintura temporale. Intanto nel presente Devil diventa il nuovo leader mondiale e sigla la pace tra rettili e uomini; i dinosauri sono felici di ciò e Rulk dichiara di essere fiero del "suo" T-Rex. Subito dopo però la linea temporale cambia nuovamente (grazie ad Hulk che ha modificato il passato) e gli umani tornano ad essere la specie dominante. Nel passato Hulk, sapendo che sta arrivando il meteorite che spazzerà via i dinosauri dalla faccia della Terra, decide di portare il piccolo Devil e parecchi altro rettili nella Terra Selvaggia per salvarli; a sua insaputa però Sauron, ancora inspiegabilmente intelligente, li segue e si salva anche lui. Hulk, dopo essersi assicurato che Devil sopravviva, attiva la cintura e segue il Capo nel tempo.
Personaggi introdotti: Moon-Boy

## Giorni di spaccaggi futuri (seconda parte) - Spacca-Midgard
Hulk e il Capo precipitano in una terra sconosciuta e circondata da megaliti; dopo che vengono attaccati da un gruppo di Giganti di Ghiaccio capiscono però di trovarsi nella Scandinavia durante l'epoca dei vichinghi. Mentre il Capo è messo al tappeto quasi subito, Hulk si batte egregiamente e sconfigge gli assalitori; subito dopo incontra Thor da giovane che, scambiandolo per un orco, lo attacca. Hulk non vuole lottare con lui e cerca di spiegarli le sue avventure, ma viene ammanettato e imbavagliato a tradimento dal Loki giovane, che era giunto lì per soccorrere il fratello; i due non sono infatti ancora divisi poiché Odino ancora non ha scelto a chi assegnare il martello Mjollnir, inoltre il dio dell'inganno ancora ignora le sue vere discendenze. Dopo aver catturato il Capo e recuperato il bastone di Midgard (un bastone che scatena la parte oscura di chi lo tocca, motivo della battaglia) i due dei tornano ad Asgard. Intanto nel presente Loki raggiunge la Terra con un portale e attacca gli agenti S.M.A.S.H. ma non sembra riconoscerli e li chiama orchi; gli agenti S.M.A.S.H., non sapendo che fare, combattono contro di lui. Nel passato il Capo e Hulk, ancora imbavagliato, sono condotti al cospetto di Odino, che ritenendoli pericolosi, ordina di sbatterli in cella; il padre degli dei nota però che i figli hanno recuperato solo due pezzi del bastone di Midgard, mentre ce ne dovrebbero essere tre; il terzo è stato infatti rubato dal Capo e nascosto fra i suoi abiti. Odino incolpa però solo Loki dell'accaduto, dimostrando la sua preferenza per il figlio maggiore. Nel presente intanto gli agenti S.M.A.S.H. combattono contro Loki, quando all'improvviso compare Thor, che però non li conosce e dà manforte al fratello; inoltre il dio del tuono non ha con sé il martello Mjollnir, e gli agenti S.M.A.S.H. capiscono che ci deve essere stato un altro cambiamento temporale. Subito dopo vengono però sconfitti e catturati dai due dei. Intanto il Capo ed Hulk sono rinchiusi in cella; il Capo cerca di ingraziarsi Loki rivelandogli le sue vere discendenze, ma il dio dell'inganno non gli crede. Il Capo allora gioca la sua ultima carta: fa toccare il bastone di Midgard ad Hulk, e ciò lo fa tornare un mostro violento e rabbioso; dando sfogo a tutta la sua rabbia Hulk si libera e fugge dal castello, deciso a distruggere Asgard. Loki e Thor cercano di fermarlo, ma vengono facilmente battuti; anche Odino scende in campo ma dopo un iniziale svantaggio Hulk si riprende e sconfigge il padre degli dei, ferendolo a morte. Odino entra così nel "sonno di Odino" per rigenerarsi; prima di addormentarsi decreta però che chiunque sconfiggerà Hulk governerà in sua vece fino al suo risveglio. Cogliendo l'occasione, il Capo si impossessa della lancia del padre degli dei e con essa sconfigge il gigante di giada, diventando così il re di Asgard. Intanto nel presente il Capo raggiunge la Terra ancora sotto le vesti del padre degli dei, e rivela agli agenti S.M.A.S.H. che nel corso del tempo ha conquistato i nove regni grazie alla potenza di Thor e Loki, tenendo la Terra per ultima. Poco dopo dal portale escono Giganti di Ghiaccio potenziati con l'energia gamma di Hulk; gli agenti S.M.A.S.H., dopo essersi liberati, li affrontano, mentre Thor e Loki combattono fra loro sotto ordine del Capo per decidere chi fra loro sia degno di impugnare il martello Mjollnir. Nel passato il Capo porta Hulk nella camera dove sono rinchiusi i Giganti di Ghiaccio e illustra il suo piano: usare la sua energia gamma per potenziarli e conquistare tutti i nove regni. Hulk però fa capire a Thor e Loki la vera natura del Capo e i due, dopo averlo liberato, si schierano dalla sua parte. Usando il martello Mjollnir (che ancora non è stato assegnato a nessuno e quindi lo può sollevare chiunque) Hulk sconfigge il Capo e lo imprigiona, per poi risvegliare Odino e spiegarli la situazione. Intanto nel presente infuria la battaglia tra Thor e Loki che si conclude a favore del primo; il Capo gli dona così il martello Mjollnir, ma poi scopre che era tutto uno stratagemma ideato dai due dei per ottenere un potere più grande e sconfiggerlo. Aiutati dagli agenti S.M.A.S.H. riescono a catturare il Capo e a privarlo della lancia di Odino; dopodiché i due dei ringraziano gli agenti S.M.A.S.H. e tornano ad Asgard. Subito dopo la linea temporale cambia e il presente torna normale. Nel passato il Capo riesce a liberarsi e fugge in un'altra epoca; Odino si offre di aiutare Hulk portandolo dove vuole, ma il golia verde spiega che lui viaggia nel tempo, non nello spazio; dopodiché attiva la cintura e insegue il Capo.
Personaggi introdotti: Odino

## Giorni di spaccaggi futuri (terza parte) - Dracula
Hulk precipita nel 1890 e incontra il Capo accanto ad una ferrovia, e questi gli spiega che vuole allearsi con l'unico essere vivente della Storia più cattivo di lui, senza però rivelare chi; la risposta giunge poco dopo, infatti passa un treno dal quale esce un vecchio nemico del gigante di giada: Dracula, il più potente dei vampiri. Questi evoca dei mostri di nebbia con il quale tiene impegnato Hulk; il Capo, intanto, cerca di spiegargli le sue intenzioni, ma viene ipnotizzato da Dracula, che afferma che i vampiri non hanno amici ma solo servi. Utilizzando il treno, il vampiro fugge, poiché sta per sorgere il sole, per lui e i suoi simili letale (infatti i mostri di nebbia vengono eliminati all'istante). Hulk si mette così in viaggio per inseguirlo. Intanto il presente cambia nuovamente: ora i vampiri hanno conquistato la Terra e il cielo è coperto da un gas per non far passare la luce del sole. Ricordando che l'unico modo per spezzare la maledizione è uccidere il vampiro che l'ha generata, gli agenti S.M.A.S.H. decidono di attaccare il castello di Dracula, che ora si trova a New York. Nel passato Hulk incontra Frank, il quale non vuole aiutarlo ma, dopo un incitamento da parte del golia verde, accetta di accompagnarlo al castello di Dracula; lì scoprono che il vampiro tiene imprigionati Licantropus e N'Kantu, che si uniscono al gruppo in cambio della libertà. Il Capo intanto, ancora sotto l'ipnosi di Dracula, usa l'energia gamma e il sangue dei vampiri per creare un gas che trasforma le persone come se fossero state morse; inoltre costruisce un'immensa fucina che inizia a far dilagare il composto. Hulk e i mostri però intervengono e distruggono la fucina, costringendo Dracula e il Capo alla fuga con un treno. Intanto nel presente gli agenti S.M.A.S.H. attaccano il castello di Dracula con armi procurate da A-Bomb: collane d'aglio e pugnali d'argento. Arrivati però sulla cima scoprono che il vampiro che ha causato la mutazione non è Dracula, ma Hulk vampirizzato. Nel passato Hulk vuole inseguire il treno, ma Frank, Licantropus e N'Kantu si rifiutano di aiutare l'umanità, poiché vengono considerati dei mostri; Hulk però afferma che non dovrebbero permettere all'odio di soppiantare la loro buona indole, poi attacca il treno. Lì però il Capo usa su di lui un siero potenziato per trasformarlo in un vampiro. Nel presente Hulk spiega che lui non è un semplice vampiro (infatti è refrattario alle collane d'aglio e ai pugnali argentati) e che il Capo e Dracula sono caduti sotto il suo potere, e quindi è ora lui il re del mondo. Gli agenti S.M.A.S.H. gli ricordano che sono suoi amici, ma Hulk ribadisce che i vampiri non hanno amici ma solo servi; dopodiché gli chiede di seguirlo come tali, ma al loro rifiuto li attacca brutalmente. Nel passato Hulk sta per soccombere al siero e Dracula gli illustra il suo piano: usare l'energia gamma per creare il gas vampirizzante e diffonderlo con una fucina impiantata sul treno. Il golia verde viene però salvato da Frank, Licantropus e N'Kantu, che annullano il siero con la luce del sole; il gigante di giada scatena allora la sua rabbia contro il Capo e Dracula e costringe quest'ultimo alla ritirata; mentre il vampiro fugge il treno si schianta in un fiume e l'urto scioglie l'ipnosi del Capo, che scappa usando la cintura temporale. Intanto nel presente Hulk sconfigge facilmente gli agenti S.M.A.S.H. ma Skaar, come ultima carta, usa il pugnale d'argento per distruggere la fucina che emanava il gas che oscurava il sole, annullando la maledizione; Hulk e tutti gli umani tornano così normali ma, mentre il gigante verde ringrazia gli amici, la linea temporale muta nuovamente e la storia riprende il giusto corso. Nel passato Frank, Licantropus e N'Kantu ringraziano Hulk per avergli fatto capire che è giusto combattere per l'umanità; il golia verde assiste così alla nascita dell'Howling Commandos. Dopo un breve saluto, Hulk riparte all'inseguimento del Capo.
Personaggi introdotti: Dracula

## Giorni di spaccaggi futuri (quarta parte) - Gli anni dell'Hydra
Gli agenti S.M.A.S.H. sono ancora a New York e attendono con ansia il prossimo cambiamento temporale; stranamente però ancora non è successo niente. Ma appena Rulk pensa che sia tutto finito e tira un sospiro di sollievo, la città cambia nuovamente e diventa la capitale del mondo intero, che è ora governato dall'organizzazione nazista Hydra. Intanto Hulk precipita nell'Europa del 1944, nel bel mezzo della Seconda Guerra Mondiale, davanti a una fortezza dell'Hydra. Lì incontra un alleato inaspettato: il giovane Capitan America, che è lì per recuperare il siero del dottor Jarkins (lo stesso che hanno usato su di lui) rubato dal leader dell'Hydra, Teschio Rosso. Dopo un chiarimento di provenienza, i due attaccano la base. Nel presente gli agenti S.M.A.S.H. ascoltano un messaggio del Capo (che ora è il leader mondiale) che dice che gli ultimi ribelli sono stati sconfitti, e capiscono tutto: non sono gli Stati Uniti ad aver vinto la guerra, ma la Germania con a capo l'Hydra, che ha conquistato tutto il mondo. Il nuovo regno è però un regime del terrore (i ribelli vengono uccisi, così come gli oppositori, e non ci sono elezioni) e gli agenti S.M.A.S.H. decidono di intervenire, ma mentre combattono uno squadrone di robot-killer creati dal Capo si imbattono nel leader dei ribelli: il vecchio Capitan America, che in questa realtà non è mai stato congelato e ha continuato a combattere per più di settant'anni (e di conseguenza è ormai molto anziano). Nel passato Hulk e Capitan America sbaragliano le squadre dell'Hydra e arrivano al laboratorio principale, dove incontrano il Capo e Teschio Rosso, i quali, alleandosi, vogliono usare il siero e l'energia gamma per creare qualcosa di sovraumano; mentre il golia verde e il super soldato affrontano le guardie, Teschio Rosso si sottopone all'esperimento e si trasforma in Teschio Verde, dotato della forza di Hulk e dell'intelligenza di Capitan America; con queste nuove abilità batte facilmente i due. Nel presente Capitan America spiega agli agenti S.M.A.S.H. che, dopo che Hulk era stato ucciso dagli agenti dell'Hydra, lui era caduto in depressione per aver perso il suo unico alleato e si era ritirato; il Capo e Teschio Verde ne approfittarono per costruire l'Anello del Terrore, un carro armato circolare gigantesco alimentato dall'energia gamma di Teschio e pilotato dal Capo, con il quale hanno vinto la guerra; Capitan America, capendo che se non si fosse fatto avanti lui non l'avrebbe fatto nessuno, torno a combattere quando ormai era troppo tardi. Gli agenti S.M.A.S.H. decidono di distruggere l'arma, che è però potentissima e li costringe la ritirata. Nel 1944 Hulk viene imprigionato e esposto ad un congegno che assorbe le radiazioni gamma, mentre Capitan America è costretto a giurare fedeltà all'Hydra, altrimenti Teschio Verde ucciderà il gigante di giada; ma non appena si inchina per il giuramento il super soldato libera Hulk con il suo scudo. Il golia verde allora si scatena e, dopo aver sbaragliato le guardie, si lancia contro Teschio Verde. Intanto nel presente il Capo attacca gli agenti S.M.A.S.H. con la superarma, ma questi scoprono il suo unico punto debole: la fonte d'energia. Mentre A-Bomb, She-Hulk e Capitan America distraggono il cannone, Rulk e Skaar entrano nell'abitacolo e mettono fuori gioco il Capo; dopodiché Rulk assorbe l'energia gamma di Teschio Verde, collegato alla macchina, che si sovraccarica ed esplode, dando a malapena il tempo di salvarsi agli agenti S.M.A.S.H. Nel frattemmpo, nel passato, Hulk e Capitan America affrontano Teschio Verde, ma questi sembra invincibile; allora Hulk lo distrae e Capitan America punta il congegno che assorbe l'energia gamma contro il leader dell'Hydra, riportandolo alla sua forma iniziale di Teschio Rosso. Il Capo approfitta della confusione per fuggire in un'altra epoca. Capitan America e Hulk decidono poi di distruggere i progetti del siero e dell'Anello del Terrore. Nel presente Capitan America ringrazia gli agenti S.M.A.S.H. per l'aiuto, poiché ora la rete dell'HYDRA sarà più facile da sgominare, ma la linea temporale cambia di nuovo e la storia torna sul giusto binario. Nel passato, dopo un breve saluto e la promessa che lui e Capitan America si incontreranno ancora, Hulk attiva la cintura e riparte all'inseguimento del Capo.
Personaggi introdotti: Capitan America e Teschio Rosso

## Giorni di spaccaggi futuri (quinta parte) - Gli spaccatori di domani
Hulk e il Capo ritornano nella New York del presente e incontrano gli agenti S.M.A.S.H. ma il Capo spiega che le linee temporali alternative non si sono cancellate ma che ora sono universi paralleli, e che lui con la cintura temporale le può mescolare a suo piacimento. Così crea quattro portali dimensionali dai quali escono Vampirosauro (la fusione tra un vampiro e un t-rex), Ghiacciosauro (la fusione tra un Gigante di Ghiaccio e uno pteranodonte), Teschiorossosauro (la fusione tra il leader dell'Hydra e un triceratopo) e Gammasauro (la fusione tra le radiazioni gamma e un compsognatus) e con essi attacca gli agenti S.M.A.S.H.; Rulk, con il suo calore, polverizza la cintura temporale del Capo, impedendogli di evocare altri mostri. Hulk ha un piano, ma viene risucchiato in un varco temporale e rapito da qualcuno. Hulk precipita nella New York del futuro e scopre che a portarlo lì è stato il figlio di A-Bomb, un ragazzino blu di nome RJ3 (Rick Jones Terzo); il giovane spiega che ha usato un'altra cintura temporale per chiedergli di aiutare lui e i suoi amici a combattere il Capo che, dopo lo scontro che sta ora avvenendo a New York, ha conquistato il mondo e ha sostituito tutte le persone con suoi cloni, mandando gli umani nella Zona Negativa, che altro non è che la Dimensione Oscura. RJ3 porta Hulk in uno scantinato e gli mostra i suoi compagni: i figli di Rulk e She-Hulk, che hanno entrambi la pelle rossa come il padre, e un ragazzo molto intelligente di nome Junior che non rivela le sue discendenze, ma visto il suo colorito verde Hulk immagina sia suo figlio; insieme formano gli Agenti S.M.A.S.H. Nuova Generazione. Il Capo però li rintraccia grazie all'energia gamma di Hulk e li attacca con dei robot; la nuova squadra non sembra in grado di cooperare, ma il golia verde sconfigge gli androidi e gli insegna il valore di essere un gruppo. Intanto nel presente gli agenti S.M.A.S.H. sono costretti a ripiegare nella casa del Dottor Destino e lì trovano molte armi, con le quali attaccano le creature del Capo; le armi servono però a destabilizzare i circuiti elettronici e non hanno effetto sui nemici. Rulk e A-Bomb allora usano Gammasauro contro Teschiorossosauro e Vampirosauro, costringendoli alla ritirata, mentre She-Hulk e Skaar, dopo aver potenziato i cannoni, affrontano Ghiacciosauro mettendolo alle strette. Nel futuro Hulk insieme ai ragazzini attacca la base del Capo e scopre che, grazie ad un'alta tecnologia, questi si è trasformato in un'intelligenza artificiale di nome I.L.C.A.O.; inoltre Junior è suo figlio e non quello di Hulk. Junior però si rifiuta di seguire le orme del padre e si infiltra nel sistema informatico per riportare gli umani sulla Terra, mentre Hulk e gli altri affrontano un ragno-robot pilotato dal Capo. Dopo molta fatica, Junior riporta gli umani sul nostro pianeta e spedisce i cloni nella Dimensione Oscura, mentre Hulk mette il Capo fuori gioco per sempre distruggendo il sistema informatico con due bei pugni. Nel presente Rulk ad A-Bomb, dopo aver sconfitto Teschiorossosauro e Vampirosauro, affrontano il Capo e lo mettono a nanna, mentre She-Hulk e Skaar sconfiggono Ghiacciosauro e Gammasauro con le nuove armi. Nel futuro Hulk saluta gli Agenti S.M.A.S.H. Nuova Generazione e gli raccomanda di essere sempre una squadra, nel bene e nel male; dopodiché attiva la sua cintura temporale, fino ad allora nascosta nei suoi pantaloni, e torna nel nostro tempo. Tornato nel presente, Hulk usa la cintura per rispedire Vampirosauro, Ghiacciosauro, Teschiorossosauro e Gammasauro nei loro universi, per poi distruggere il congegno e consegnare il Capo allo SHIELD. L'episodio si conclude con Hulk che fa sarcastiche battute sulla vita di Rulk, raccontatagli dai suoi figli, e l'Hulk Rosso che, infuriato, lo minaccia di botte.

## Spirito di vendetta
Gli agenti S.M.A.S.H stanno scortando Abominio in prigione quando vengono attaccati da Ghost Rider che vuole far pentire Abominio dei suoi peccati. Dopo aver bruciato la sua energia gamma e averlo fatto tornare in Emil Blonski, Ghost Rider rapisce Rulk (dato che anche il generale Ross ha commesso peccati tra cui causare indirettamente la trasformazione di Banner in Hulk) e vuole farlo divorare da una creatura dell'aldilá. Gli agenti S.M.A.S.H si mettono così all'inseguimento di Ghost Rider per salvare il loro amico. Quando sembra che tutti siano spacciati, Rulk riesce a pentirsi e a riconoscere i suoi errori; riescono quindi a fuggire dalla creatura che li stava per divorare. Ghost Rider se ne va, riconoscendo che Rulk (e tutti gli altri) sono degli eroi.
Personaggi introdotti: Ghost Rider

## Pianeta mostro (prima parte)
I Kree attaccano la Terra per recuperare Ronan l'Accusatore. Gli agenti S.M.A.S.H tentano di evitare che lo facciano uscire dalla prigione in cui è detenuto ed arrivano anche gli Avengers (Iron Man, Capitan America e Thor). Hulk si unisce a loro e partono per lo spazio verso la nave dov'è Ronan. Nonostante Hulk insiste sul fatto che dovrebbero occuparsi dell'Intelligenza Suprema dell'Impero Kree (colei che governa il pianeta dei Kree), che si trova pure lei sulla navicella, gli Avengers non lo ascoltano, essendo più interessati a Ronan. Allora Hulk, insieme ai suoi compagni gamma, si recano dall'Intelligenza Suprema, sbaragliando alcuni Kree. Intanto il Capo tenta di proporre un'alleanza con quest'ultima ma l'Intelligenza Suprema non lo ascolta e lo assorbe all'interno della sua conoscenza. Alla fine gli S.M.A.S.H e i tre Avengers si ritrovano uniti ad affrontare l'Intelligenza Suprema che tenta di assorbire la conoscenza di tutte le persone del pianeta Terra. Nel tentativo di fermarlo, Hulk è assorbito dall'Intelligenza Suprema, diventando parte di lui.
Personaggi introdotti: Intelligenza Suprema